# Relation de Duhem-Margules
En chimie physique, et plus particulièrement en thermodynamique, la relation de Duhem-Margules, appelée également relation de Gibbs-Duhem-Margules ou équation de Duhem-Margules, lie les variations des pressions partielles d'une phase vapeur aux variations de la composition d'une phase liquide en équilibre à température constante.
Cette relation a d'abord été établie par Willard Gibbs en 1876, puis indépendamment par Pierre Duhem en 1886, R. A. Lehfeldt en 1895 et Max Margules la même année,.
La relation de Duhem-Margules est démontrée en supposant une phase vapeur idéale, c'est-à-dire se comportant comme un mélange de gaz parfaits. Il n'est par contre fait aucune hypothèse sur la nature de la phase liquide, qui peut en conséquence ne pas être idéale. Ainsi la relation de Duhem-Margules représente-t-elle correctement les équilibres liquide-vapeur réels aux pressions proches de la pression atmosphérique, y compris donc ceux qui ne suivent pas la loi de Raoult, voire ceux qui présentent un azéotrope.
Elle n'est cependant pas rigoureuse, car elle est établie en supposant que, à température constante, la pression totale de la vapeur ne varie pas en fonction de la composition du liquide, ce qui est en contradiction avec la règle des phases. Aux basses pressions il est toutefois possible de justifier cette approximation.
La relation de Duhem-Margules permet de démontrer les règles de Konovalov. Elle a des implications sur la loi de Raoult et la loi de Henry. Margules en a également tiré son modèle de coefficients d'activité.

## Énoncé et démonstration

### Énoncé de la relation
Soit un mélange liquide binaire, constitué des corps {\displaystyle {\text{A}}} et {\displaystyle {\text{B}}}, en équilibre avec une phase vapeur se comportant comme un mélange de gaz parfaits. À température constante, les pressions partielles des deux corps en phase vapeur varient en fonction de la composition du liquide et sont liées par la relation de Duhem-Margules :
| Relation de Duhem-Margules : {\displaystyle {x_{\text{A}} \over P_{\text{A}}}\left({\partial P_{\text{A}} \over \partial x_{\text{A}}}\right)_{T}={x_{\text{B}} \over P_{\text{B}}}\left({\partial P_{\text{B}} \over \partial x_{\text{B}}}\right)_{T}} |

avec :
- {\displaystyle T} la température ;
- {\displaystyle P_{\text{A}}} et {\displaystyle P_{\text{B}}} les pressions partielles respectives des corps {\displaystyle {\text{A}}} et {\displaystyle {\text{B}}} en phase vapeur ;
- {\displaystyle x_{\text{A}}} et {\displaystyle x_{\text{B}}} les fractions molaires respectives des corps {\displaystyle {\text{A}}} et {\displaystyle {\text{B}}} en phase liquide.

Cette relation se trouve également sous les formes :

### Hypothèse de la pression constante
On trouve dans la littérature la relation de Duhem-Margules énoncée à pression {\displaystyle P} et température {\displaystyle T} constantes, :
{\displaystyle \left({\partial \ln P_{\text{A}} \over \partial \ln x_{\text{A}}}\right)_{P,T}=\left({\partial \ln P_{\text{B}} \over \partial \ln x_{\text{B}}}\right)_{P,T}}

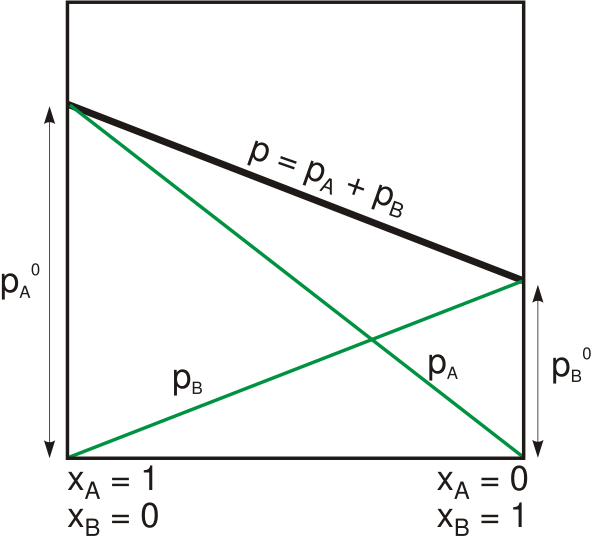
Exemple d'évolution à température constante des pressions totale et partielles selon la loi de Raoult. La pression de vapeur totale (en noir) d'un mélange binaire est la somme des pressions partielles des deux corps (en vert) calculées en fonction des concentrations molaires de ceux-ci dans le mélange liquide. À température constante, la pression totale d'équilibre varie en fonction de la composition du liquide.

Or il est impossible de faire varier la composition d'un liquide binaire tout en maintenant un équilibre liquide-vapeur à pression et température constantes. En effet, selon la règle des phases énoncée par Gibbs, un mélange de deux constituants possède {\displaystyle v=c-k+2-\varphi } degrés de liberté ; or, avec :
- {\displaystyle c=2} le nombre de constituants ;
- {\displaystyle k=2} le nombre de contraintes expérimentales, puisque {\displaystyle P} et {\displaystyle T} sont imposées ;
- {\displaystyle \varphi =2} le nombre de phases en équilibre ;

on a {\displaystyle v=0}. Il n'y a donc aucun degré de liberté pour un mélange binaire à l'équilibre liquide-vapeur lorsque la pression et la température sont imposées. À température constante, la pression totale {\displaystyle P} au-dessus du liquide évolue avec la composition de celui-ci comme le montre la figure ci-contre établie avec la loi de Raoult qui donne :
- pour le corps {\displaystyle {\text{A}}} : {\displaystyle P_{\text{A}}=x_{\text{A}}P_{\text{A}}^{\text{sat}}} ;
- pour le corps {\displaystyle {\text{B}}} : {\displaystyle P_{\text{B}}=x_{\text{B}}P_{\text{B}}^{\text{sat}}} ;
- pour la pression totale : {\displaystyle P=P_{\text{A}}+P_{\text{B}}=\left(P_{\text{B}}^{\text{sat}}-P_{\text{A}}^{\text{sat}}\right)x_{\text{B}}+P_{\text{A}}^{\text{sat}}} ;

avec {\displaystyle P_{\text{A}}^{\text{sat}}} et {\displaystyle P_{\text{B}}^{\text{sat}}} les pressions de vapeur saturantes respectives des corps {\displaystyle {\text{A}}} et {\displaystyle {\text{B}}} à la température {\displaystyle T}.
Néanmoins l'hypothèse de la pression totale constante est prise lors de la démonstration de la relation de Duhem-Margules, ou du moins peut-on démontrer que sa variation est négligeable. Sans cette hypothèse, on obtient :
ou, de façon équivalente :
avec :
- {\displaystyle P} la pression totale ; par définition {\displaystyle P=P_{\text{A}}+P_{\text{B}}} ;
- {\displaystyle {\bar {V}}^{\text{l}}} le volume molaire de la phase liquide ;
- {\displaystyle {\bar {V}}^{\bullet }} le volume molaire de la phase vapeur, supposée être un mélange de gaz parfaits : {\displaystyle P{\bar {V}}^{\bullet }=RT}, avec {\displaystyle R} la constante universelle des gaz parfaits.

Aux points d'extrémum (maximum ou minimum) de pression :
{\displaystyle \left({\partial P \over \partial x_{\text{A}}}\right)_{T}=0}
d'où :
{\displaystyle {{\bar {V}}^{\text{l}} \over {\bar {V}}^{\bullet }}\left({\partial \ln P \over \partial x_{\text{A}}}\right)_{T}=0=\left({\partial \ln P_{\text{A}} \over \partial \ln x_{\text{A}}}\right)_{T}-\left({\partial \ln P_{\text{B}} \over \partial \ln x_{\text{B}}}\right)_{T}}
De fait, la relation de Duhem-Margules telle qu'établie et énoncée n'est vraie que pour les extrémums de la pression de vapeur, c'est-à-dire pour les azéotropes selon le théorème de Gibbs-Konovalov, et n'est qu'approximative autrement.

### Démonstration
On suppose un mélange binaire à l'équilibre liquide-vapeur à la pression {\displaystyle P} et la température {\displaystyle T}. Pour la phase liquide, la relation de Gibbs-Duhem à température constante, soit {\displaystyle \mathrm {d} T=0}, donne :
(1) {\displaystyle {\bar {V}}^{\text{l}}\,\mathrm {d} P=x_{\text{A}}\,\mathrm {d} \mu _{\text{A}}^{\text{l}}+x_{\text{B}}\,\mathrm {d} \mu _{\text{B}}^{\text{l}}}
avec :
- {\displaystyle {\bar {V}}^{\text{l}}} le volume molaire de la phase liquide ;
- {\displaystyle P} la pression ;
- {\displaystyle x_{\text{A}}} et {\displaystyle x_{\text{B}}} les fractions molaires respectives des corps {\displaystyle {\text{A}}} et {\displaystyle {\text{B}}} en phase liquide ;
- {\displaystyle \mu _{\text{A}}^{\text{l}}} et {\displaystyle \mu _{\text{B}}^{\text{l}}} les potentiels chimiques respectifs des corps {\displaystyle {\text{A}}} et {\displaystyle {\text{B}}} en phase liquide.

Puisque le liquide est en équilibre avec sa vapeur, on a l'égalité des potentiels chimiques :
{\displaystyle \mu _{\text{A}}^{\text{l}}=\mu _{\text{A}}^{\text{g}}}
{\displaystyle \mu _{\text{B}}^{\text{l}}=\mu _{\text{B}}^{\text{g}}}
avec {\displaystyle \mu _{\text{A}}^{\text{g}}} et {\displaystyle \mu _{\text{B}}^{\text{g}}} les potentiels chimiques respectifs des corps {\displaystyle {\text{A}}} et {\displaystyle {\text{B}}} en phase vapeur. Si la phase vapeur peut être considérée comme un mélange de gaz parfaits, alors :
{\displaystyle \mu _{\text{A}}^{\text{g}}=\mu _{\text{A}}^{\bullet }}
{\displaystyle \mu _{\text{B}}^{\text{g}}=\mu _{\text{B}}^{\bullet }}
avec {\displaystyle \mu _{\text{A}}^{\bullet }} et {\displaystyle \mu _{\text{B}}^{\bullet }} les potentiels chimiques respectifs des corps {\displaystyle {\text{A}}} et {\displaystyle {\text{B}}} en phase vapeur idéale. Si, à température constante, on fait varier la composition de la phase liquide tout en restant à l'équilibre liquide-vapeur, on a :
(2a) {\displaystyle \mathrm {d} \mu _{\text{A}}^{\text{l}}=\mathrm {d} \mu _{\text{A}}^{\bullet }}
(2b) {\displaystyle \mathrm {d} \mu _{\text{B}}^{\text{l}}=\mathrm {d} \mu _{\text{B}}^{\bullet }}
La fugacité {\displaystyle f_{i}} d'un corps {\displaystyle i} quelconque, dans un état quelconque, est définie par la variation à température constante de son potentiel chimique :
{\displaystyle \mathrm {d} \mu _{i}=RT\,\mathrm {d} \ln f_{i}}
Dans un mélange de gaz parfaits la fugacité d'un corps est égale à sa pression partielle {\displaystyle f_{i}^{\bullet }=P_{i}}. Ainsi, à température constante :
(3) {\displaystyle \mathrm {d} \mu _{i}^{\bullet }=RT\,\mathrm {d} \ln f_{i}^{\bullet }=RT\,\mathrm {d} \ln P_{i}}
En considérant les relations (2a), (2b) et (3), on réécrit la relation de Gibbs-Duhem à température constante (1) :
{\displaystyle {\bar {V}}^{\text{l}}\,\mathrm {d} P=x_{\text{A}}RT\,\mathrm {d} \ln P_{\text{A}}+x_{\text{B}}RT\,\mathrm {d} \ln P_{\text{B}}}
{\displaystyle {{\bar {V}}^{\text{l}} \over RT}\,\mathrm {d} P={x_{\text{A}} \over P_{\text{A}}}\,\mathrm {d} P_{\text{A}}+{x_{\text{B}} \over P_{\text{B}}}\,\mathrm {d} P_{\text{B}}}
Le volume molaire de la phase gaz idéale valant {\displaystyle {\bar {V}}^{\bullet }={RT \over P}}, on a :
(4) {\displaystyle {{\bar {V}}^{\text{l}} \over P{\bar {V}}^{\bullet }}\,\mathrm {d} P={x_{\text{A}} \over P_{\text{A}}}\,\mathrm {d} P_{\text{A}}+{x_{\text{B}} \over P_{\text{B}}}\,\mathrm {d} P_{\text{B}}}
Par définition des pressions partielles :
{\displaystyle P=P_{\text{A}}+P_{\text{B}}}
{\displaystyle \mathrm {d} P=\mathrm {d} P_{\text{A}}+\mathrm {d} P_{\text{B}}}
on obtient :
(5) {\displaystyle \left({x_{\text{A}} \over P_{\text{A}}}-{{\bar {V}}^{\text{l}} \over P{\bar {V}}^{\bullet }}\right)\,\mathrm {d} P_{\text{A}}+\left({x_{\text{B}} \over P_{\text{B}}}-{{\bar {V}}^{\text{l}} \over P{\bar {V}}^{\bullet }}\right)\,\mathrm {d} P_{\text{B}}=0}
En considérant que :
1. aux basses pressions, c'est-à-dire loin du point critique du mélange, le volume molaire d'un liquide est très inférieur à celui d'un gaz, soit {\displaystyle {\bar {V}}^{\text{l}}\ll {\bar {V}}^{\bullet }},
2. {\displaystyle P=P_{\text{A}}+P_{\text{B}}}, soit {\displaystyle P>P_{\text{A}}} et {\displaystyle P>P_{\text{B}}},

on peut écrire, pour des plages de fractions molaires importantes :
{\displaystyle {x_{\text{A}} \over P_{\text{A}}}\gg {{\bar {V}}^{\text{l}} \over P{\bar {V}}^{\bullet }}}
{\displaystyle {x_{\text{B}} \over P_{\text{B}}}\gg {{\bar {V}}^{\text{l}} \over P{\bar {V}}^{\bullet }}}
Ainsi peut-on réécrire approximativement la relation (5) selon :
{\displaystyle {x_{\text{A}} \over P_{\text{A}}}\,\mathrm {d} P_{\text{A}}+{x_{\text{B}} \over P_{\text{B}}}\,\mathrm {d} P_{\text{B}}\approx 0}
Remarque
S'il existe en phase gaz un troisième corps, noté {\displaystyle {\text{C}}}, incondensable, donc indépendant de la composition du liquide, tel que {\displaystyle P=P_{\text{A}}+P_{\text{B}}+P_{\text{C}}} et {\displaystyle P_{\text{C}}\gg P_{\text{A}}+P_{\text{B}}}, alors on a {\displaystyle \mathrm {d} P\approx \mathrm {d} P_{\text{C}}\approx 0} : on obtient directement la relation ci-dessus à partir de la relation (4). On obtiendrait également plus rapidement cette relation en supposant dès la relation (1) que la pression totale {\displaystyle P} est constante, soit {\displaystyle \mathrm {d} P=0}. Or, comme nous l'avons vu dans l'énoncé de la relation, il est impossible de faire varier la composition de la phase liquide d'un mélange binaire tout en restant à son équilibre liquide-vapeur et à température et pression constantes. Néanmoins, comme démontré ci-dessus, la variation de pression totale engendrée est négligeable devant les variations des pressions partielles qui la composent.
En considérant la variable fraction molaire du corps {\displaystyle {\text{A}}} en phase liquide et puisque la démonstration est effectuée à température constante, on a :
{\displaystyle {x_{\text{A}} \over P_{\text{A}}}\left({\partial P_{\text{A}} \over \partial x_{\text{A}}}\right)_{T}+{x_{\text{B}} \over P_{\text{B}}}\left({\partial P_{\text{B}} \over \partial x_{\text{A}}}\right)_{T}=0}
Or, puisque {\displaystyle x_{\text{A}}=1-x_{\text{B}}}, on a :
{\displaystyle \left({\partial P_{\text{B}} \over \partial x_{\text{A}}}\right)_{T}=-\left({\partial P_{\text{B}} \over \partial x_{\text{B}}}\right)_{T}}
On obtient finalement la relation de Duhem-Margules :
L'expression obtenue sans négliger la variation de pression globale dans la relation (4) est :
{\displaystyle {{\bar {V}}^{\text{l}} \over P{\bar {V}}^{\bullet }}\left({\partial P \over \partial x_{\text{A}}}\right)_{T}={x_{\text{A}} \over P_{\text{A}}}\left({\partial P_{\text{A}} \over \partial x_{\text{A}}}\right)_{T}-{x_{\text{B}} \over P_{\text{B}}}\left({\partial P_{\text{B}} \over \partial x_{\text{B}}}\right)_{T}}
ou, à partir de la relation (5) :
{\displaystyle \left({x_{\text{A}} \over P_{\text{A}}}-{{\bar {V}}^{\text{l}} \over P{\bar {V}}^{\bullet }}\right)\,\left({\partial P_{\text{A}} \over \partial x_{\text{A}}}\right)_{T}=\left({x_{\text{B}} \over P_{\text{B}}}-{{\bar {V}}^{\text{l}} \over P{\bar {V}}^{\bullet }}\right)\,\left({\partial P_{\text{B}} \over \partial x_{\text{B}}}\right)_{T}}

## Implications

### Étude de la pression d'équilibre

#### Sens de variation de la pression et des pressions partielles
La relation de Duhem-Margules montre que les pressions partielles de tous les corps évoluent de la même façon en fonction de leur fraction molaire en phase liquide. En effet, selon cette relation {\displaystyle {\left({\partial P_{\text{A}} \over \partial x_{\text{A}}}\right)_{T}}} et {\displaystyle {\left({\partial P_{\text{B}} \over \partial x_{\text{B}}}\right)_{T}}} sont de même signe. Expérimentalement, la pression partielle d'un corps augmente toujours avec sa fraction molaire en phase liquide :
{\displaystyle {\left({\partial P_{\text{A}} \over \partial x_{\text{A}}}\right)_{T}}>0}
{\displaystyle {\left({\partial P_{\text{B}} \over \partial x_{\text{B}}}\right)_{T}}>0}
La relation de Duhem-Margules est cohérente avec cette observation.
D'autre part, puisque :
{\displaystyle P=P_{\text{A}}+P_{\text{B}}}
{\displaystyle \left({\partial P \over \partial x_{\text{A}}}\right)_{T}=\left({\partial P_{\text{A}} \over \partial x_{\text{A}}}\right)_{T}+\left({\partial P_{\text{B}} \over \partial x_{\text{A}}}\right)_{T}}
bien que la relation de Duhem-Margules soit établie à pression constante, on écrit :
ou :
Ceci permet d'étudier la variation de la pression totale en fonction de la composition du liquide à température constante et d'établir, notamment, les règles de Konovalov.

#### Règles de Konovalov
La relation de Duhem-Margules permet de démontrer les deux règles de Konovalov, nommées en référence à Dimitri Konovalov qui les établit expérimentalement. En effet :
{\displaystyle \left({\partial P \over \partial x_{\text{A}}}\right)_{T}\geq 0}
si et seulement si :
{\displaystyle {P_{\text{A}} \over x_{\text{A}}}\geq {P_{\text{B}} \over x_{\text{B}}}}
La première règle de Konovalov énonce que, pour un équilibre liquide-vapeur :
« À température donnée, la vapeur est toujours plus riche que le liquide en composant le plus volatil. En d'autres termes, la fraction molaire du composant le plus volatil est toujours plus grande dans la vapeur que dans le liquide. Ou encore, la vapeur est plus riche que le liquide en composant dont l'addition au liquide induit une augmentation de la pression de vapeur totale. »
— Première règle de Konovalov.
L'hypothèse de la pression totale constante prise lors de la démonstration de la relation de Duhem-Margules est donc en contradiction avec cette règle.
La deuxième règle de Konovalov énonce que :
« À température constante, aux points d'extrémum de la pression de vapeur les compositions de la vapeur et du liquide sont identiques. »
— Deuxième règle de Konovalov.
Cette règle décrit donc les azéotropes à température constante. Elle est généralisée par le théorème de Gibbs-Konovalov aux azéotropes à pression constante et aux équilibres de phases autres que l'équilibre liquide-vapeur.

### Expression des pressions partielles

#### Loi de Raoult et loi de Henry
Si la pression partielle de l'un des composants, par exemple le composant {\displaystyle {\text{A}}}, est proportionnelle à sa fraction molaire en phase liquide (selon la loi de Raoult ou la loi de Henry) :
{\displaystyle P_{\text{A}}=x_{\text{A}}K_{\text{A}}}
avec {\displaystyle K_{\text{A}}} une constante positive quelconque (qui peut dépendre de la température, mais pas de la composition), alors :
{\displaystyle \left({\partial P_{\text{A}} \over \partial x_{\text{A}}}\right)_{T}=K_{\text{A}}={P_{\text{A}} \over x_{\text{A}}}}
Dans ces conditions, la relation de Duhem-Margules induit que :
{\displaystyle {x_{\text{A}} \over P_{\text{A}}}\left({\partial P_{\text{A}} \over \partial x_{\text{A}}}\right)_{T}={x_{\text{B}} \over P_{\text{B}}}\left({\partial P_{\text{B}} \over \partial x_{\text{B}}}\right)_{T}=1}
La pression partielle de l'autre composant, ici le composant {\displaystyle {\text{B}}}, répond donc à la relation :
{\displaystyle \left({\partial P_{\text{B}} \over \partial x_{\text{B}}}\right)_{T}={P_{\text{B}} \over x_{\text{B}}}}
et par conséquent suit également une relation linéaire avec sa fraction molaire en phase liquide :
{\displaystyle P_{\text{B}}=x_{\text{B}}K_{\text{B}}}
avec {\displaystyle K_{\text{B}}} une constante positive quelconque (qui peut dépendre de la température, mais pas de la composition).
On en déduit que si l'un des composants suit la loi de Raoult ou la loi de Henry, alors l'autre composant suit également l'une de ces deux lois.

#### Correction de Poynting
Si un corps {\displaystyle i} du mélange binaire suit la loi de Raoult ou la loi de Henry avec la correction de Poynting, sa pression partielle est calculée selon :
{\displaystyle \ln P_{i}=\ln x_{i}+\ln K_{i}+{\int _{P_{i}^{\circ }}^{P}{\bar {V}}_{i}^{{\text{l}},\circ }\,\mathrm {d} P \over RT}}
avec {\displaystyle x_{i}} la fraction molaire du corps {\displaystyle i} en phase liquide et les paramètres qui ne dépendent pas de la composition :
- {\displaystyle K_{i}} une fonction de la température, ayant la dimension d'une pression:
  - loi de Raoult : {\displaystyle P_{i}^{\text{sat}}} la pression de vapeur saturante du corps {\displaystyle i}, à la température {\displaystyle T} ;
  - loi de Henry : {\displaystyle k_{{\text{H}},i,j}^{\circ }} la constante de Henry du corps {\displaystyle i} (soluté) dans le deuxième corps {\displaystyle j} (solvant) du mélange binaire, à la température {\displaystyle T}, sous la pression {\displaystyle P_{i}^{\circ }} ;
- {\displaystyle {\bar {V}}_{i}^{{\text{l}},\circ }} un volume molaire de référence :
  - loi de Raoult : {\displaystyle {\bar {V}}_{i}^{\text{l,*}}} le volume molaire du corps {\displaystyle i} pur liquide, à la température {\displaystyle T}, sous la pression {\displaystyle P} ;
  - loi de Henry : {\displaystyle {\bar {V}}_{i,j}^{{\text{l}},\infty }} le volume molaire partiel du corps {\displaystyle i} (soluté) infiniment dilué dans le deuxième corps {\displaystyle j} (solvant) du mélange binaire, à la température {\displaystyle T}, sous la pression {\displaystyle P} ;
- {\displaystyle P_{i}^{\circ }} une pression de référence :
  - loi de Raoult : {\displaystyle P_{i}^{\text{sat}}} la pression de vapeur saturante du corps {\displaystyle i}, à la température {\displaystyle T} ;
  - loi de Henry : {\displaystyle P_{j}^{\text{sat}}} la pression de vapeur saturante du deuxième corps {\displaystyle j} (solvant) du mélange binaire, à la température {\displaystyle T}.

On a alors la dérivée partielle :
{\displaystyle {\begin{aligned}\left({\partial \ln P_{i} \over \partial x_{i}}\right)_{T}&=\left({\partial \ln x_{i} \over \partial x_{i}}\right)_{T}+\left({\partial K_{i} \over \partial x_{i}}\right)_{T}+{1 \over RT}\left({\partial  \over \partial x_{i}}\int _{P_{i}^{\circ }}^{P}{\bar {V}}_{i}^{{\text{l}},\circ }\,\mathrm {d} P\right)_{T}\\&={1 \over x_{i}}+0+{1 \over RT}\left({\partial  \over \partial P}\int _{P_{i}^{\circ }}^{P}{\bar {V}}_{i}^{{\text{l}},\circ }\,\mathrm {d} P\right)_{T}\left({\partial P \over \partial x_{i}}\right)_{T}\\&={1 \over x_{i}}+{{\bar {V}}_{i}^{{\text{l}},\circ } \over RT}\left({\partial P \over \partial x_{i}}\right)_{T}\end{aligned}}}
Déclinée aux deux corps {\displaystyle {\text{A}}} et {\displaystyle {\text{B}}} d'un mélange binaire, on a :
{\displaystyle \left({\partial \ln P_{\text{A}} \over \partial x_{\text{A}}}\right)_{T}={1 \over x_{\text{A}}}+{{\bar {V}}_{\text{A}}^{{\text{l}},\circ } \over RT}\left({\partial P \over \partial x_{\text{A}}}\right)_{T}}
{\displaystyle \left({\partial \ln P_{\text{B}} \over \partial x_{\text{B}}}\right)_{T}={1 \over x_{\text{B}}}+{{\bar {V}}_{\text{B}}^{{\text{l}},\circ } \over RT}\left({\partial P \over \partial x_{\text{B}}}\right)_{T}={1 \over x_{\text{B}}}-{{\bar {V}}_{\text{B}}^{{\text{l}},\circ } \over RT}\left({\partial P \over \partial x_{\text{A}}}\right)_{T}}
d'où :
{\displaystyle x_{\text{A}}\left({\partial \ln P_{\text{A}} \over \partial x_{\text{A}}}\right)_{T}-x_{\text{B}}\left({\partial \ln P_{\text{B}} \over \partial x_{\text{B}}}\right)_{T}={x_{\text{A}}{\bar {V}}_{\text{A}}^{{\text{l}},\circ }+x_{\text{B}}{\bar {V}}_{\text{B}}^{{\text{l}},\circ } \over RT}\left({\partial P \over \partial x_{\text{A}}}\right)_{T}}
Les lois de Raoult et de Henry supposent que la phase liquide se comporte comme une solution idéale ; son volume molaire {\displaystyle {\bar {V}}^{\text{l}}} vaut par conséquent :
{\displaystyle {\bar {V}}^{\text{l}}=x_{\text{A}}{\bar {V}}_{\text{A}}^{{\text{l}},\circ }+x_{\text{B}}{\bar {V}}_{\text{B}}^{{\text{l}},\circ }}
D'autre part, la phase vapeur est supposée être un mélange de gaz parfaits dans la relation de Duhem-Margules comme dans les lois de Raoult et de Henry ; son volume molaire {\displaystyle {\bar {V}}^{\bullet }} vaut par conséquent :
{\displaystyle {\bar {V}}^{\bullet }={RT \over P}}
On obtient :
{\displaystyle x_{\text{A}}\left({\partial \ln P_{\text{A}} \over \partial x_{\text{A}}}\right)_{T}-x_{\text{B}}\left({\partial \ln P_{\text{B}} \over \partial x_{\text{B}}}\right)_{T}={{\bar {V}}^{\text{l}} \over P{\bar {V}}^{\bullet }}\left({\partial P \over \partial x_{\text{A}}}\right)_{T}}
On retrouve la relation de Duhem-Margules démontrée sans l'hypothèse de la pression constante. On en déduit que si l'un des composants suit la loi de Raoult avec correction de Poynting ou la loi de Henry avec correction de Poynting, alors l'autre composant suit également l'une de ces deux lois.

#### Coefficient d'activité
Margules proposa la solution suivante à la relation, :
{\displaystyle P_{\text{A}}=x_{\text{A}}P_{\text{A}}^{\text{sat}}\exp \!\left(\alpha \,{x_{\text{B}}}^{2}\right)}
{\displaystyle P_{\text{B}}=x_{\text{B}}P_{\text{B}}^{\text{sat}}\exp \!\left(\alpha \,{x_{\text{A}}}^{2}\right)}
avec {\displaystyle P_{\text{A}}^{\text{sat}}} et {\displaystyle P_{\text{B}}^{\text{sat}}} les pressions de vapeur saturantes respectives des deux corps à {\displaystyle T}. Il pourrait tout aussi bien s'agir, pour l'un des deux corps, de la constante de Henry. La constante {\displaystyle \alpha }, déterminée expérimentalement, est identique pour les deux corps. On vérifie la relation de Duhem-Margules :
{\displaystyle x_{\text{A}}\left({\partial \ln P_{\text{A}} \over \partial x_{\text{A}}}\right)_{T}=x_{\text{B}}\left({\partial \ln P_{\text{B}} \over \partial x_{\text{B}}}\right)_{T}=1-2\,\alpha \,x_{\text{A}}\,x_{\text{B}}}
Selon la valeur de {\displaystyle \alpha } la solution de Margules est capable de représenter des azéotropes, contrairement à la loi de Raoult (qui revient à {\displaystyle \alpha =0}). Cette solution est à l'origine du modèle d'activité de Margules à un paramètre, avec les coefficients d'activité {\displaystyle \gamma } des deux corps :
{\displaystyle \ln \gamma _{\text{A}}=\alpha \,{x_{\text{B}}}^{2}}
{\displaystyle \ln \gamma _{\text{B}}=\alpha \,{x_{\text{A}}}^{2}}
qui donne, pour les pressions partielles :
{\displaystyle P_{\text{A}}=x_{\text{A}}P_{\text{A}}^{\text{sat}}\gamma _{\text{A}}}
{\displaystyle P_{\text{B}}=x_{\text{B}}P_{\text{B}}^{\text{sat}}\gamma _{\text{B}}}
Le modèle d'activité de Margules à deux paramètres :
{\displaystyle \ln \gamma _{\text{A}}={x_{\text{B}}}^{2}\,\left[\alpha +2\left(\beta -\alpha \right)x_{\text{A}}\right]}
{\displaystyle \ln \gamma _{\text{B}}={x_{\text{A}}}^{2}\,\left[\beta +2\left(\alpha -\beta \right)x_{\text{B}}\right]}
vérifie également la relation de Duhem-Margules :
{\displaystyle x_{\text{A}}\left({\partial \ln P_{\text{A}} \over \partial x_{\text{A}}}\right)_{T}=x_{\text{B}}\left({\partial \ln P_{\text{B}} \over \partial x_{\text{B}}}\right)_{T}=1-2\,x_{\text{A}}\,x_{\text{B}}\,\left[\alpha \left(3x_{\text{B}}-1\right)+\beta \left(3x_{\text{A}}-1\right)\right]}
De façon plus générale, la relation de Duhem-Margules impose une contrainte au développement de tout modèle de coefficient d'activité. Un coefficient d'activité dépend de la pression, de la température et de la composition de la phase liquide. Par définition, l'enthalpie libre molaire d'excès {\displaystyle {\bar {G}}^{\text{E}}} de la phase liquide est égale à :
et le volume molaire d'excès {\displaystyle {\bar {V}}^{\text{E}}} est égal à :
On dérive le coefficient d'activité des deux corps du mélange binaire :
{\displaystyle \left({\partial \ln \gamma _{\text{A}} \over \partial x_{\text{A}}}\right)_{T}=\left({\partial \ln \gamma _{\text{A}} \over \partial P}\right)_{T,n}\left({\partial P \over \partial x_{\text{A}}}\right)_{T}+\left({\partial \ln \gamma _{\text{A}} \over \partial x_{\text{A}}}\right)_{P,T}}
{\displaystyle \left({\partial \ln \gamma _{\text{B}} \over \partial x_{\text{B}}}\right)_{T}=\left({\partial \ln \gamma _{\text{B}} \over \partial P}\right)_{T,n}\left({\partial P \over \partial x_{\text{B}}}\right)_{T}+\left({\partial \ln \gamma _{\text{B}} \over \partial x_{\text{B}}}\right)_{P,T}=-\left({\partial \ln \gamma _{\text{B}} \over \partial P}\right)_{T,n}\left({\partial P \over \partial x_{\text{A}}}\right)_{T}-\left({\partial \ln \gamma _{\text{B}} \over \partial x_{\text{A}}}\right)_{P,T}}
La relation de Gibbs-Duhem à pression et température constantes impose que :
{\displaystyle x_{\text{A}}\left({\partial \ln \gamma _{\text{A}} \over \partial x_{\text{A}}}\right)_{P,T}+x_{\text{B}}\left({\partial \ln \gamma _{\text{B}} \over \partial x_{\text{A}}}\right)_{P,T}=0}
On a par conséquent :
{\displaystyle x_{\text{A}}\left({\partial \ln \gamma _{\text{A}} \over \partial x_{\text{A}}}\right)_{T}-x_{\text{B}}\left({\partial \ln \gamma _{\text{B}} \over \partial x_{\text{B}}}\right)_{T}={{\bar {V}}^{\text{E}} \over RT}\left({\partial P \over \partial x_{\text{A}}}\right)_{T}}
et finalement, avec le volume molaire du gaz parfait {\displaystyle P{\bar {V}}^{\bullet }=RT} :
Le volume molaire idéal {\displaystyle {\bar {V}}^{\text{l,id}}} du mélange liquide est égal à :
{\displaystyle {\bar {V}}^{\text{l,id}}=x_{\text{A}}{\bar {V}}_{\text{A}}^{{\text{l}},\circ }+x_{\text{B}}{\bar {V}}_{\text{B}}^{{\text{l}},\circ }}
avec {\displaystyle {\bar {V}}_{i}^{{\text{l}},\circ }} le volume molaire de référence pour le corps {\displaystyle i} tel que défini au paragraphe Correction de Poynting. Le volume molaire réel du mélange liquide est égal à :
{\displaystyle {\bar {V}}^{\text{l}}={\bar {V}}^{\text{l,id}}+{\bar {V}}^{\text{E}}}
Le volume molaire d'excès est généralement considéré comme négligeable devant le volume molaire idéal : en valeur absolue {\displaystyle |{\bar {V}}^{\text{l,id}}|\gg |{\bar {V}}^{\text{E}}|}. Par exemple, si l'on mélange 1 litre d'eau avec 1 litre d'éthanol, le volume idéal de la solution {\displaystyle V^{\text{l,id}}} est de 2 litres. On obtient cependant un volume réel {\displaystyle V^{\text{l}}} d'environ 1,92 litre. Le volume se contracte sous l'effet des forces entre molécules d'eau et d'éthanol : le volume d'excès {\displaystyle V^{\text{E}}} est de −0,08 litre. La plupart des modèles de coefficient d'activité {\displaystyle \gamma } (Margules, Van Laar (en), Wilson, NRTL (en), UNIQUAC, UNIFAC, COSMOSPACE) ne dépendent pas de la pression : il est considéré que {\displaystyle {\bar {V}}^{\text{E}}=0} et {\displaystyle {\bar {V}}^{\text{l}}={\bar {V}}^{\text{l,id}}}.

#### Expression générale des pressions partielles
En considérant la relation de Duhem-Margules dans sa forme rigoureuse :
les pressions partielles {\displaystyle P_{i}} doivent avoir la forme générale :
avec pour tout corps {\displaystyle i} :
- {\displaystyle x_{i}} la fraction molaire en phase liquide ;
- {\displaystyle \gamma _{i}} un coefficient d'activité, fonction de la pression, de la température et de la composition de la phase liquide, sans dimension ;
- {\displaystyle K_{i}} une fonction de la température, ayant la dimension d'une pression ;
- {\displaystyle {\bar {V}}_{i}^{{\text{l}},\circ }} un volume molaire de référence, fonction de la pression et de la température ;
- {\displaystyle P_{i}^{\circ }} une pression de référence, fonction de la température.

La loi de Raoult et la loi de Henry sont retrouvées lorsque le coefficient d'activité est égal à 1 (solution liquide idéale) et la correction de Poynting négligée (aux basses pressions).
Le volume molaire {\displaystyle {\bar {V}}^{\text{l}}} du mélange liquide est égal à :
{\displaystyle {\bar {V}}^{\text{l}}=x_{\text{A}}\left({\bar {V}}_{\text{A}}^{{\text{l}},\circ }+RT\,\left({\partial \ln \gamma _{\text{A}} \over \partial P}\right)_{T,n}\right)+x_{\text{B}}\left({\bar {V}}_{\text{B}}^{{\text{l}},\circ }+RT\,\left({\partial \ln \gamma _{\text{B}} \over \partial P}\right)_{T,n}\right)}
D'autre part, la relation de Duhem-Margules est développée en considérant que la phase gaz répond à la loi des gaz parfaits, son volume molaire étant {\displaystyle {\bar {V}}^{\bullet }=RT/P}. La relation de Duhem-Margules ne permet donc de trouver des expressions des pressions partielles que pour des pressions de moins de 10 atm. Les modèles de coefficient d'activité ne sont en général développés et valides que dans ce domaine de pression.